# Фелис (муниципалитет)
Фелис (порт. Feliz) — муниципалитет в Бразилии, входит в штат Риу-Гранди-ду-Сул. Составная часть мезорегиона Агломерация Порту-Алегри. Входит в экономико-статистический микрорегион Монтенегру. Население составляет 13 208 человека на 2016 год. Занимает площадь 96,232 км². Плотность населения — 137,2 чел./км².

## История
Город основан 17 февраля 1959 года.

## Статистика
- Валовой внутренний продукт на 2006 год составляет 72 269 599,37 реалов (данные: Бразильский институт географии и статистики).
- Валовой внутренний продукт на душу населения на 2006 год составляет 6 239,28 реалов (данные: Бразильский институт географии и статистики).
- Индекс развития человеческого потенциала на 2000 год составляет 0,839 (данные: Программа развития ООН).